# 건강 수명
건강 수명(健康壽命, Healthy Life Years, HLY) 지표는 Eurostat가 연산하는 유럽의 구조적 지표이다. 건강 예측으로 알려진 인구 건강의 요약 측정 기준들 가운데 하나이며, 하나의 지표로 전반적인 인구 건강을 표현하기 위해 사망률과 이환율 데이터를 합쳐놓은 건강 측정치들을 합성한다. 건강 수명은 특정 나이대의 사람이 장애 없이 살아갈 수 있는 남아있는 햇수를 측정한다. 실질적으로 장애가 없는 기대 수명을 가리킨다.

## 역사
유럽 연합은 장애, 장기간 이환율, 건강 인식의 종합적인 측정치를 제공하기 위해 ECHI(European Community Health Indicators, 유럽 공동체 건강 지표) 간의 조그마한 집합의 건강 예측을 포함하기로 결정하였다.
그러므로 이러한 기준을 적용하는 3가지 일반적인 질문들을 이루는 MEHM(Minimum European Health Module)은 EU-SILC(Income and Living Conditions Survey)의 Eurostat EU-Statistics에 도입되었으며 이는 국가 간 건강 예측치의 비교를 개선하기 위함이다.
게다가 장애 질문에 기반한 장기간 활동 제한이 없는 수명 예측은 유럽 이사회가 EU의 전략적 목표(리스본 전략)를 측정하기 위해 "건강 수명"(HLY)이라는 이름으로 2004년에 해마다 측정하는 구조적 지표들 가운데 하나로 선정되었다.

## 예

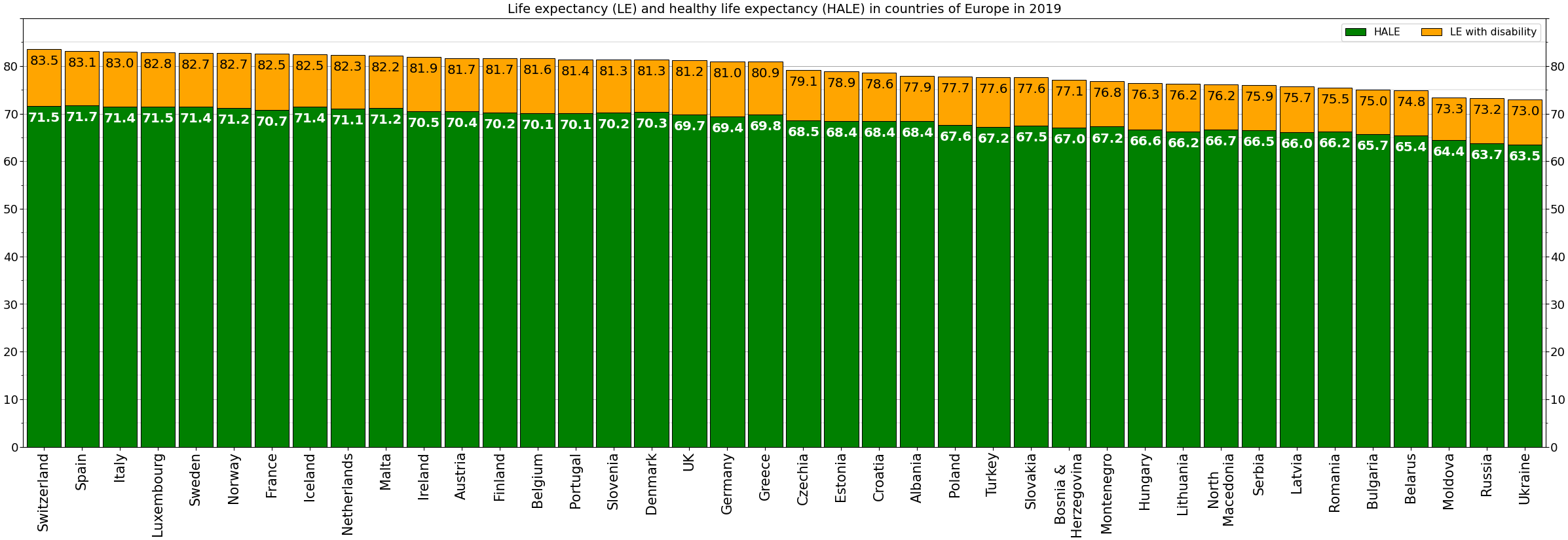
2019년의 유럽 건강 수명.

- 건강 수명은 2010년 EU-SILC 데이터를 기반으로 하여 27개의 EU 회원국을 위해 제공된다. (그래프 참고)
- 건강 수명의 최초의 분석은 유럽 국가들 간 주요한 불평등을 보여주고 있다.[6]

## 같이 보기
- 보건